# Ceratogomphus
Ceratogomphus – rodzaj ważek z rodziny gadziogłówkowatych (Gomphidae). Obejmuje dwa gatunki występujące w południowej części Afryki.

## Podział systematyczny
Do rodzaju należą następujące gatunki:
- Ceratogomphus pictus Hagen in Selys, 1854
- Ceratogomphus triceraticus Balinsky, 1963